# Lijst van eilanden aan de Adriatische kust

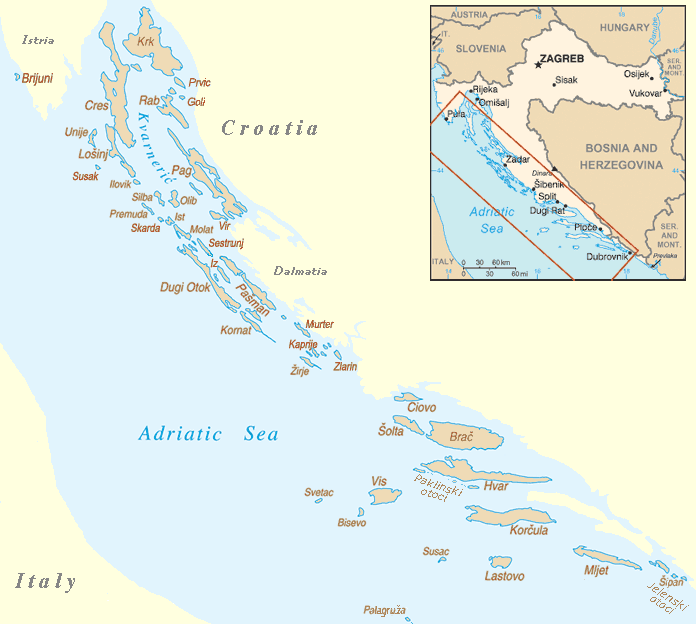
Kaart van de grootste eilanden in de Adriatische Zee voor de kust en behorend tot Kroatië

Lijst van eilanden aan de Adriatische kust is een lijst van alle eilanden aan de Adriatische kust, gelegen in de Adriatische Zee. Hiermee worden bedoeld, de eilanden die tot Kroatië, Montenegro, Italië en Albanië behoren. In totaal zijn er meer dan 1200 eilanden, waarvan 69 bewoond. Een recente studie door het Oceanografisch Instituut van Split (2000) heeft aangetoond dat er 1246 eilanden zijn: 79 grote eilanden: 525 eilandjes: 642 riffen en rotsen.   
Hieronder volgt een lijst van de belangrijkste eilanden aan de Adriatische kust in volgorde naar land, van noordwest naar zuidoost:

## Kroatië

### Istrië
- Crveni Otok bij Rovinj
- De Brioni eilanden (Nationaal Park Brijuni) bij Pula

### Kvarner
- Krk (Veglia)
- Cres (Cherso)
- Plavnik (tussen Krk en Cres)
- Prvić (onder Krk)
- Sveti Grgur (onder Prvić)
- Goli otok (ten oosten van Rab)
- Rab (Arbe)
- Dolin (ten zuidwesten van Rab)
- Zeca (ten westen Cres)
- Unije (ten noordwesten van Lošinj)
- Lošinj (Lussino)
- Vele Srakane (ten noordwesten van Lošinj)
- Mali Srakane (ten noordwesten van Lošinj)
- Trstenik (ten zuidoosten van Cres)
- Susak (ten westen van Lošinj)
- Oruda (ten zuidoosten van Lošinj)
- Veti Orjule (ten zuidoosten van Lošinj)
- Sveti Petar (ten zuiden van Lošinj)
- Ilovik (ten zuiden van Lošinj)

### Noord-Dalmatië
- Pag
- Škrda (ten westen van Pag)
- Silba (ten westen van Olib)
- Premuda (ten westen van Silba)
- Olib (ten oosten van Silba)
- Maun (ten westen van Pag)
- Planik (tussen Olib en Maun)
- Škarda (tussen Premuda en Ist)
- Ist (tussen Škarda en Molat)
- Molat (ten zuidoosten van Ist)
- Tramerka (ten westen van Molat)
- Vir
- Sestrunj (ten noordoosten van Dugi otok)
- Zverinac (tussen Dugi Otok en Sestrunj)
- Riva (ten zuidoosten van Sestrunj)
- Dugi Otok
- Ugljan (voor de kust van Zadar)
- Iž (tussen Ugljan en Vir)
- Pašman (voor de kust van Biograd)
- Lavdara (ten oosten van Vir)
- Žižanj (ten zuiden van Pašman)
- Žut (ten noordoosten van Kornati)
- Gangarol (ten zuiden van Pašman)
- Kornaten (Kornati-archipel) (Kornati, Levrnaka, Jadra, Lavsa, Veli Smokvica, Kurba)
- Vrgada
- Veli Arta
- Murter
- Kakan
- Žirje
- Kaprije
- Tijat
- Zmajan
- Prvić
- Zlarin

### Midden-Dalmatië
- Mali Drvenik (ten westen van Veli Drvenik)
- Veli Drvenik (ten oosten van Mali Drvenik)
- Čiovo (bij de stad Trogir)
- Stipanska (ten noordwesten van Šolta)
- Šolta (tussen Brac en Veli Drvenik)
- Brač (voor de kust van Omiš) (Brazza)
- Svetac (ten westen van Vis)
- Vis (ten westen van Hvar) (Lissa)
- Brusnik (ten westen van Vis)
- Biševo (ten westen van Vis)
- Ravnik (ten zuidoosten van Vis)
- Budihovac (ten zuidoosten van Vis)
- Sveti Klement (ten noordwesten Hvar)
- Hvar (ten zuiden van Brac) (Lesina)
- Šcedro (ten zuiden van Hvar)

### Zuid-Dalmatië
- Proizd (ten westen van Korcula)
- Korcula (ten westen van Pelješac) (Curzola)
- Kopište (ten westen van Lastovo)
- Lastovo (ten zuiden van Korcula) (Lagosta)
- Badija (ten zuidoosten van Korcula)
- Vrnik (ten zuidoosten van Korcula)
- Mljet (ten zuiden van Pelješac) (Méleda)
- De Elafieten: Šipan (bew.), Lopud (bew.), Koločep, Daksa, Sveti Andrija, Ruda (eiland), Misjak, Olipa, Jakljan, Kosmec, Goleč, Crkvine, Tajan
- Lokrum (ten zuiden van Dubrovnik) (Lacroma)
- Palagruža (Pelagosa)

### In deBaai van Kotor
- Prevlaka (schiereiland)

## Montenegro
- Sveti Stefan, bij Budva, nu schiereiland
- Ostrvo cvijeca, (bloemeneiland)
- Sveti Nikola
- Sveta Neđelja, eiland bij Budva
- Katič, eiland bij Budva
- Ada Bojana

### In deBaai van Kotor
- Mamula
- Gospa od Milosrđa
- Otocic Gospa
- Luŝtica (schiereiland)
- Sveti Marko, eiland bij Budva (San Marco)
- Gospa od Škrpjela
- Sveti Đorđe

## Italië
- Tremitische Eilanden

## Albanië
- Sazan